# Stereoptila
Stereoptila is een geslacht van vlinders van de familie sikkelmotten (Oecophoridae), uit de onderfamilie Oecophorinae.

## Soorten
- S. amphiterma (Meyrick, 1910)
- S. diaphanta Meyrick, 1931
- S. digressa Meyrick, 1931
- S. icteropa (Meyrick, 1910)
- S. lucubrata (Meyrick, 1910)
- S. negatella (Walker, 1864)
- S. pendula (Meyrick, 1910)